# Pirin-Mazedonien
Pirin-Mazedonien oder Bulgarisch-Mazedonien (bulgarisch Пиринска Македония Pirinska Makedonija oder Българска Македония Balgarska Makedonija) ist der drittgrößte Teil der geografischen Region Makedonien und liegt im Südwesten Bulgariens. Die Region deckt sich zum größeren Teil mit den administrativen Grenzen der bulgarischen Oblast Blagoewgrad sowie mit der Region um das Dorf Barakowo, welches administrativ in der Oblast Kjustendil liegt. Zwischen dem Ende des Ersten Balkankrieges und nach dem Ende des Ersten Weltkrieges, gehörte Strumica und das umliegende Gebiet ebenfalls zur Region. Letzteres musste Bulgarien gemäß dem Vertrag von Neuilly-sur-Seine 1919 dem Königreich der Serben, Kroaten und Slowenen  abgetreten und befindet sich heute in der Republik Nord-Makedonien (siehe hierzu Ehemalige Bulgarische Westgebiete).

Pirin-Mazedonien auf der Karte von Bulgarien.

Die Region erstreckt sich über eine Fläche von rund 6798 km², was 10,18 % der geografischen Region Mazedonien entspricht. Als Eines der regionalen Zentren ist Blagoewgrad. Die Region grenzt im Norden an die Provinzen (Oblaste) Kjustendil und Sofia, im Osten an die Oblaste Pasardschik und Smoljan, im Süden an Griechenland und den griechischen Teil der geografischen Region Makedoniens und im Westen an der Republik Nordmazedonien. Die Bevölkerung wird auf etwa 325.000 Menschen geschätzt.

## Geschichte
In der Regel bezieht sich der Begriff auf den nördlichen Teil der geografische Region Makedonien, der nach dem Ersten Bankankrieg durch den Vertrag von Bukarest (1913) dem Zarentum Bulgarien zugeschlagen wurde. Bis zum Ersten Weltkrieg umfasste die Region die Gebiete der heutigen Gemeinden Strumica und Novo Selo, die heute zu Nordmazedonien gehören. Nach dem Ersten Weltkrieg wurden sie von Bulgarien abgetrennt und an das neu gegründete Königreich Jugoslawien zugesprochen. 
Nach dem Zweiten Weltkrieg und Infolge des politischen Bruches zwischen Titos Jugoslawien und dem sowjetisch geführten Ostblock 1948 wurde die Grenze zu Bulgarien geschlossen. Die traditionell engen Beziehungen in der Landschaft wurden dadurch weitgehend unterbrochen und konnte sich auch nach der Unabhängigkeit der Republik Nordmazedoniens nicht erholen.

## Religion

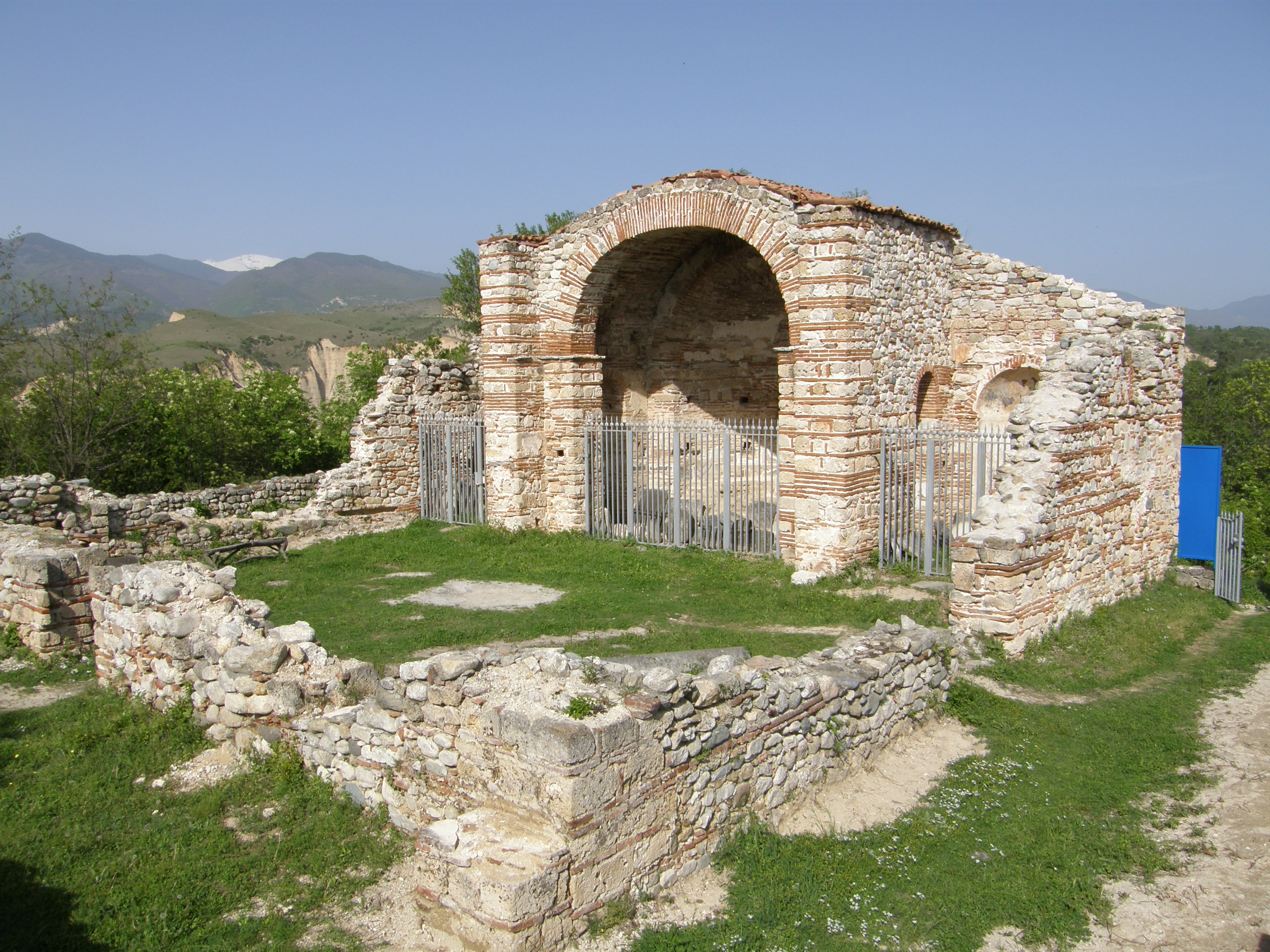
Sankt-Nikolaus-Kirche in Melnik (12. Jahrhundert)

Die Hauptreligion in der Region Pirin-Mazedonien ist das Christentum, wobei die Mehrheit der Bevölkerung der bulgarisch-orthodoxen Kirche angehört. In den ersten Jahrhunderten des Christentums gehörte die Region zur antiken römischen Provinz Mazedonien, später unterstand sie bis 1767 der Jurisdiktion des Erzbistums von Ohrid. In der Zeit der osmanischen Herrschaft wurde auch eine teilweise Islamisierung verzeichnet. In der Mitte des 19. Jahrhunderts wurde die bulgarische nationale Wiedergeburt eingeleitet, und das neu geschaffene bulgarische Exarchat umfasste auch die Region Pirin-Mazedonien.